# Streblus sclerophyllus
Streblus sclerophyllus là một loài thực vật thuộc họ Moraceae. Đây là loài đặc hữu của New Caledonia.